# فاطمة حسن
فاطمة حسن ممثلة إماراتية، دخلت مجال الفن عام 2005.

## أعمالها
شاركت بتمثيل العديد من أعمال الفنية منها:
- فات الفوت2017 - مسلسل
- ممنوع الوقوف 2017 - مسلسل
- عام الجمر2015 - مسلسل
- يا من هواه 2013 - مسلسل
- حكايات بنات (ج1)2012 - مسلسل
- ظلال الماضي2011 - مسلسل
- بنات شما 2010 - مسلسل
- هديل الليل 2009 - مسلسل
- حظ يا نصيب 2008 - مسلسل
- عرس الدم 2006 - فيلم
- حاير طاير ج 42005 - مسلسل